# STS-93
STS-93, voluit Space Transportation System-93, was een spaceshuttlemissie van de Columbia. Tijdens de missie werd de Chandra X-Ray Observatory (CXO) satelliet in een baan rond de aarde gebracht. Deze ruimtetelescoop maakt deel uit van het Great Observatories-programma.

## Bemanning
| Positie            | Lancering                         | Landing                           |                                   |
| ------------------ | --------------------------------- | --------------------------------- | --------------------------------- |
| Bevelhebber        | Eileen Collins 3e ruimtevlucht    | Eileen Collins 3e ruimtevlucht    |                                   |
| Piloot             | Jeffrey Ashby 1e ruimtevlucht     | Jeffrey Ashby 1e ruimtevlucht     |                                   |
| Missiespecialist 1 | Michel Tognini 2e ruimtevlucht    | Michel Tognini 2e ruimtevlucht    |                                   |
| Missiespecialist 2 | Steven Hawley 5e ruimtevlucht     | Steven Hawley 5e ruimtevlucht     | Steven Hawley 5e ruimtevlucht     |
| Missiespecialist 3 | Catherine Coleman 2e ruimtevlucht | Catherine Coleman 2e ruimtevlucht | Catherine Coleman 2e ruimtevlucht |

## Media

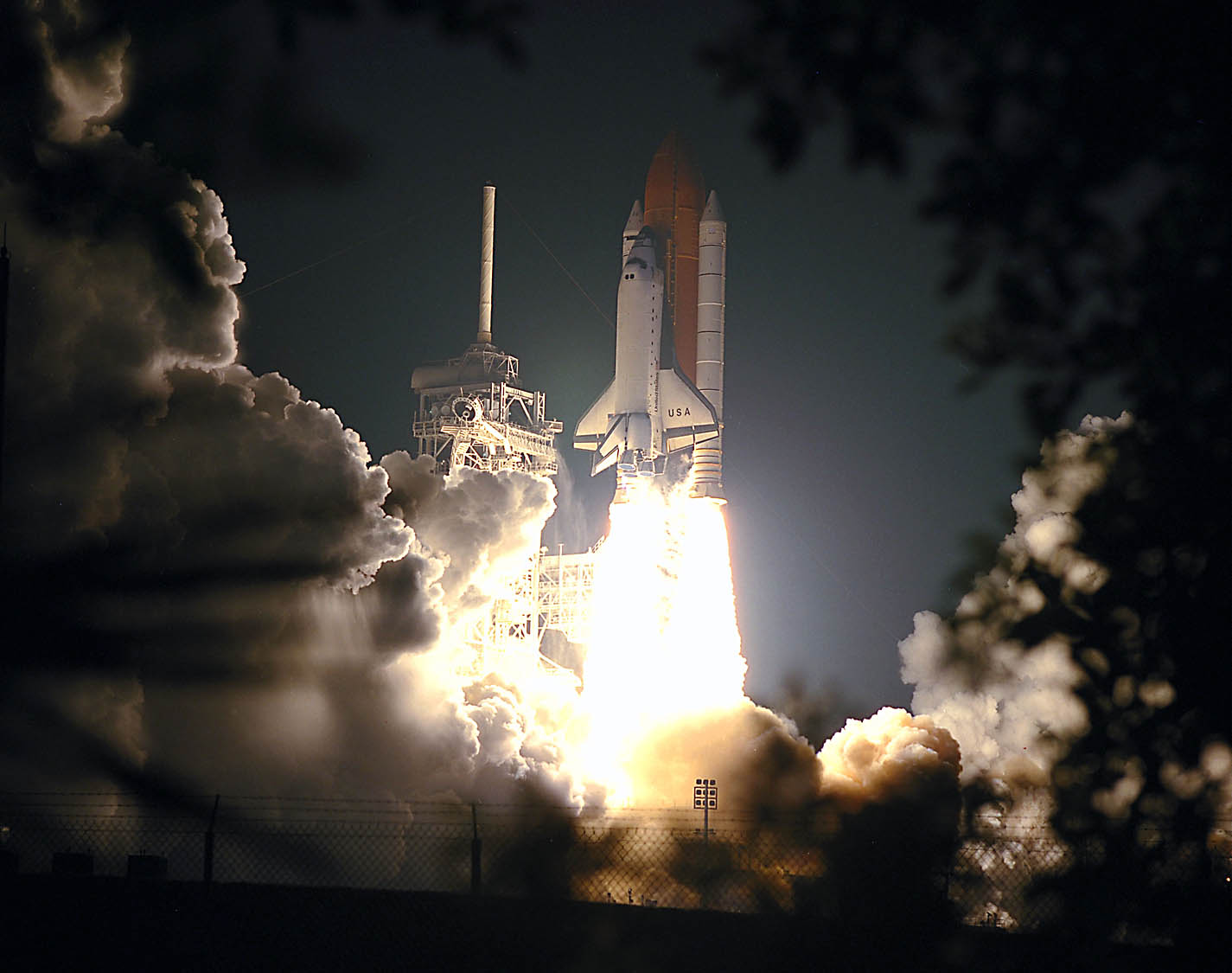
Lancering
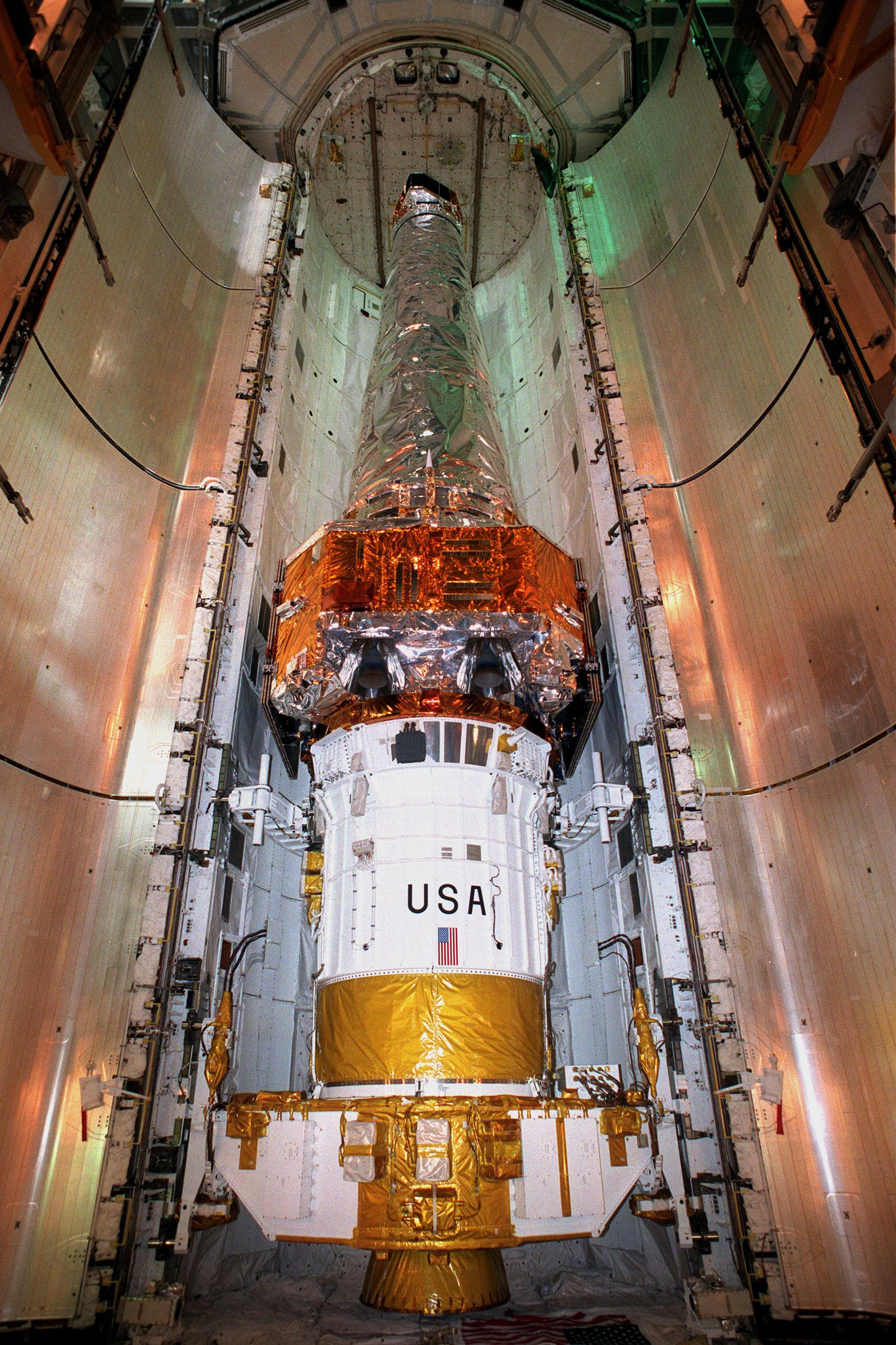
Chandra X-Ray Observatory aan boord van de Columbia